# 生命の樹 (石田燿子の曲)
「生命の樹」（いのちのき）は、石田燿子の楽曲。2012年12月26日に石田の18枚目のシングルとしてランティスより発売された。

## 概要
前作「STRIKE WITCHES 2 〜笑顔の魔法〜」以来、約2年4か月半ぶりとなるリリース。さらに、本作は石田にとってランティス移籍後初のシングルとなる。
表題曲は、オンラインゲーム『エミル・クロニクル・オンライン』のサービス開始7周年記念ソングに起用された。
カップリング曲として、ミドルテンポな楽曲「またいつか君と」と表題曲のアコースティックバージョンが収録されている。
表題曲とカップリング曲の「またいつか君と」は石田がランティス移籍後の唯一のアルバム『Rainbow Wonderland』に収録されている。

## シングル収録内容
| 全作詞: 石田燿子、全作曲・編曲: 安瀬聖。 |                                            |          |            |      |
| #                                        | タイトル                                   | 作詞     | 作曲・編曲 | 時間 |
| 1.                                       | 「生命の樹」                               | 石田燿子 | 安瀬聖     | 4:22 |
| 2.                                       | 「またいつか君と」                         | 石田燿子 | 安瀬聖     | 4:44 |
| 3.                                       | 「生命の樹」(Acoustic Ver.)                | 石田燿子 | 安瀬聖     | 4:14 |
| 4.                                       | 「生命の樹」(Instrumental)                 | 石田燿子 | 安瀬聖     | 4:22 |
| 5.                                       | 「またいつか君と」(Instrumental)           | 石田燿子 | 安瀬聖     | 4:44 |
| 6.                                       | 「生命の樹」(Acoustic Ver.) (Instrumental) | 石田燿子 | 安瀬聖     | 4:11 |
| 合計時間:                                | 合計時間:                                  | 26:37    |            |      |